# 安德烈·史杜利亞路夫
安德烈·史杜利亞路夫（Andrei Stoliarov，1977年1月9日—）是俄羅斯男子網球選手，他在2001年的印度清奈公開賽中僅敗給捷克選手麥克·達巴拉而屈居亞軍後開始成名。

## 外部連結
- 安德烈·史杜利亞路夫（英文/西班牙文）的官方資料
- 安德烈·史杜利亞路夫的國際網球總會 職業／青少年 官方資料（英文）
- 安德烈·史杜利亞路夫的官方資料（英文）